# NHKネットワークニュース
NHKネットワークニュースはNHK総合テレビで1996年4月1日から1997年3月31日まで放送されたニュース番組。キャスターは杉浦圭子。
放送時間は18時7分から18時30分までと、「イブニングネットワーク」の「列島リレー」を独立させた内容となっている。

## 出演者
| 地域・放送局名       | キャスター                             |
| 北海道（札幌）       | 久保田茂・近藤俊之・品田公明・高橋美鈴 |
| 東北（仙台）         | 佐藤千尋                               |
| 東海・北陸（名古屋） | 瀬戸秀夫                               |
| 近畿（大阪）         | 館野直光・目加田頼子                   |
| 中国（広島）         | 広瀬典子                               |
| 四国（松山）         | 武田真一                               |
| 九州・沖縄（福岡）   | 龍智子                                 |
| -------------------- | -------------------------------------- |